# Clélia Reuse-Rard
Clélia Reuse-Rard (née le 1er août 1988) est une athlète suisse, spécialiste du 100 mètres haies.

## Biographie
Elle termine au pied du podium du 100 m haies lors des Championnats d'Europe 2016 à Amsterdam, et atteint les demi-finales des Jeux olympiques de 2016, à Rio de Janeiro.

## Palmarès
| Date | Compétition                          | Lieu               | Résultat | Épreuve     | Temps   |
| ---- | ------------------------------------ | ------------------ | -------- | ----------- | ------- |
| 2005 | Fest. olympique de la jeunesse euro. | Lignano Sabbiadoro | 1re      | 100 m haies | 13 s 74 |
| 2005 | Fest. olympique de la jeunesse euro. | Lignano Sabbiadoro | 2e       | Longueur    | 6,36 m  |
| 2013 | Jeux de la Francophonie              | Nice               | 3e       | 100 m       | 13 s 57 |
| 2013 | Jeux de la Francophonie              | Nice               | 2e       | 4 × 100 m   | 45 s 01 |
| 2016 | Championnats d'Europe                | Amsterdam          | 4e       | 100 m haies | 12 s 96 |

## Records
| Épreuve     | Performance | Lieu   | Date         |
| ----------- | ----------- | ------ | ------------ |
| 100 m haies | 12 s 87     | Thoune | 22 juin 2016 |